# Binderhof
Binderhof ist ein Wohnplatz der Gemeinde Neuler im Ostalbkreis in Baden-Württemberg.

## Beschreibung
Der Ort liegt etwa 3,5 Kilometer südwestlich des Ortskerns von Neuler.
Etwas östlich von Binderhof verläuft der Krummbach, welcher in den Kocher-Kanal Hüttenwerkskanal mündet. Direkt am Ostrand des Ortes entspringt der in den Krummbach fließende Schleichgraben. Etwas westlich des Binderhofs entspringt im Wald Höft der Höftbach, ein Zufluss der Blinden Rot.
Naturräumlich liegt der Ort im Vorland der östlichen Schwäbischen Alb, genauer auf der Platte von Neuler. Im Untergrund liegt Stubensandstein (Löwenstein-Formation).

## Geschichte
Laut LEO-BW wurde der Binderhof das erste Mal im Jahre 1839 als „Baierhammershof“ erwähnt, jedoch ist er im Topographischen Atlas des Königreichs Württemberg von 1838 bereits als „Binderhof“ eingezeichnet. Auf der Württembergischen Urflurkarte von 1829 ist der Hof zwar eingezeichnet, jedoch ohne Namen.